# Phiomorpha
Phiomorpha — парворяд мишоподібних гризунів, що складається з кількох сучасних і вимерлих родин, які мешкають або їх викопні залишки знайдені виключно у Африці. Поряд з Anomaluromorpha і † Zegdoumyidae, вони являють собою представниками ранньої колонізації гризунами Африки. У олігоцені, Африка не була пов'язана з будь-яким з інших континентів. Домінуюча теорія припускає, що гризуни вперше з'явилися у Лавразії, і поширилися назовні звідти. Африка була ізольована, тому там протягом олігоцену і еоцену утворилась унікальна фауна, в тому числі і своєрідних гризунів.

## Класифікація
Відомо 5 сучасних і кілька вимерлих родин:
- Інфраряд Phiomorpha
  - Родина †Myophiomyidae
  - Родина †Diamantomyidae
  - Родина †Phiomyidae
  - Родина †Kenyamyidae
  - Родина Їжатцеві (Hystricidae)
  - Родина Африканські скельні щури (Petromuridae)
  - Родина Очеретяні щури (Thryonomyidae)
  - Парворяд Bathyergomorpha
    - †Paracryptomys — incertae sedis
    - Родина Землекопові (Bathyergidae)
    - Родина †Bathyergoididae
    - Родина Heterocephalidae